# أولا نيومان
أولا نيومان هي ممثلة ومغنية سويدية، ولدت في 2 سبتمبر 1946. هي ابنة الموسيقيين أولريك نيومان وستينا سوربون وأخت ميكائيل نيومان.
أدت دور شانتي في الدبلجة السويدية لفيلم ديزني «كتاب الأدغال» عام 1967 وغنت النسخة السويدية من أغنية «بيتي».